# Ogra, Mureș
Ogra (în maghiară Marosugra, în germană Ugern) este satul de reședință al comunei cu același nume din județul Mureș, Transilvania, România.

## Istoric
Satul Ogra este atestat documentar în anul 1376.
Pe Harta Iosefină a Transilvaniei din 1769-1773 (Sectio 142) localitatea a apărut sub denumirea de „Ugra”.
În 1871 a fost dată în folosință calea ferată Deda–Târgu Mureș–Războieni care trece prin satul Ogra.

## Localizare
Localitatea este situată pe râul Mureș, pe drumul național DN15 (Turda-Târgu Mureș-Bacău), în apropiere de orașul Iernut.

## Populație
În 1992 erau 2.307 locuitori, iar la recensământul din 2002 au fost înregistrați 2.441 de locuitori, dintre care 1.266 români, 634 maghiari, 537 țigani și 4 sârbi de alte naționalități.

## Obiective turistice
- Biserica Romano-Catolică
- Biserica Reformată
- Castelul Haller din Ogra
- Monumentul Eroilor Români din Al Doilea Război Mondial. Monumentul a fost construit din inițiativa cetățenească, cu sprijinul primăriei comunei Ogra și a fost înălțat într-un loc viran de la marginea cimitirului din localitate. Opera a sculptorului Ioan Togănel, acesta a fost dezvelit în vara anului 1990. Lucrarea, a cărei înălțime depășește 5 m, este realizată din beton mozaicat și reprezintă o coloană romboidală, care are în vârf o lucrare plastică în formă de cruce. Aceasta operă comemorativă a fost ridicată în memoria militarilor armatei române care au căzut eroic la datorie în luptele desfășurate în toamna anului 1944.

## Personalități
- János Komán⁠(hu)[traduceți] (1944), redactor, profesor

## Imagini

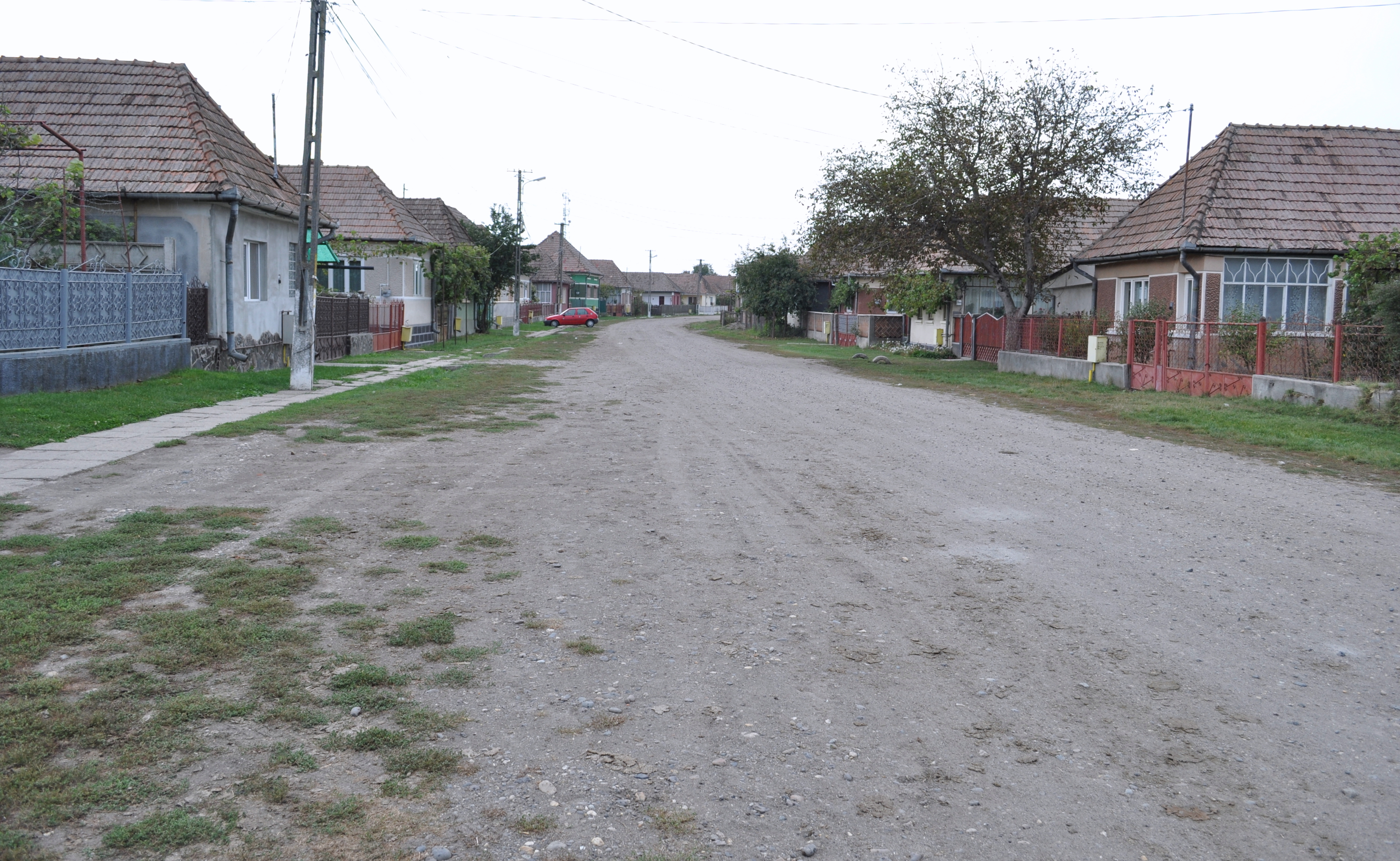
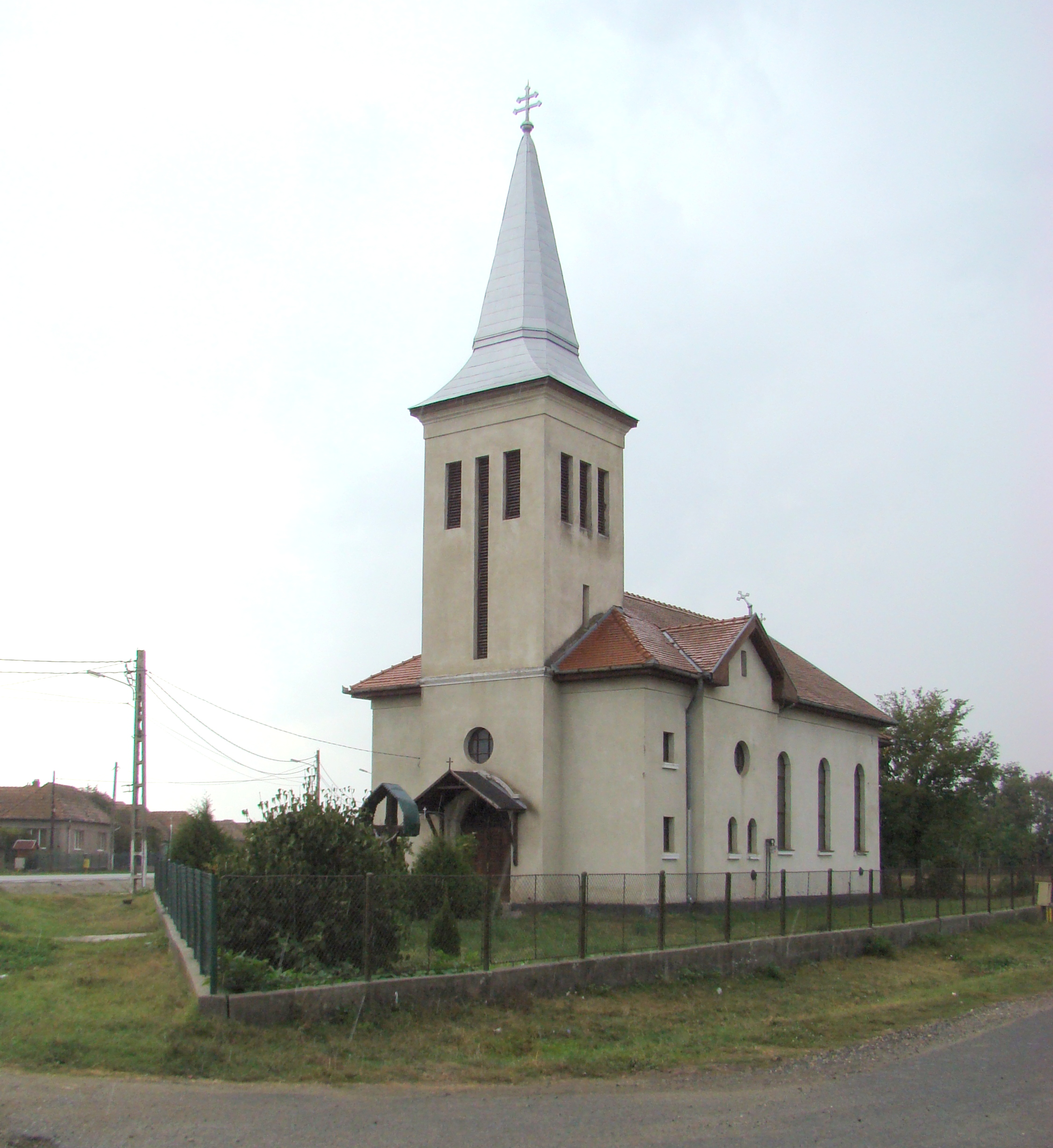
Biserica romano-catolică
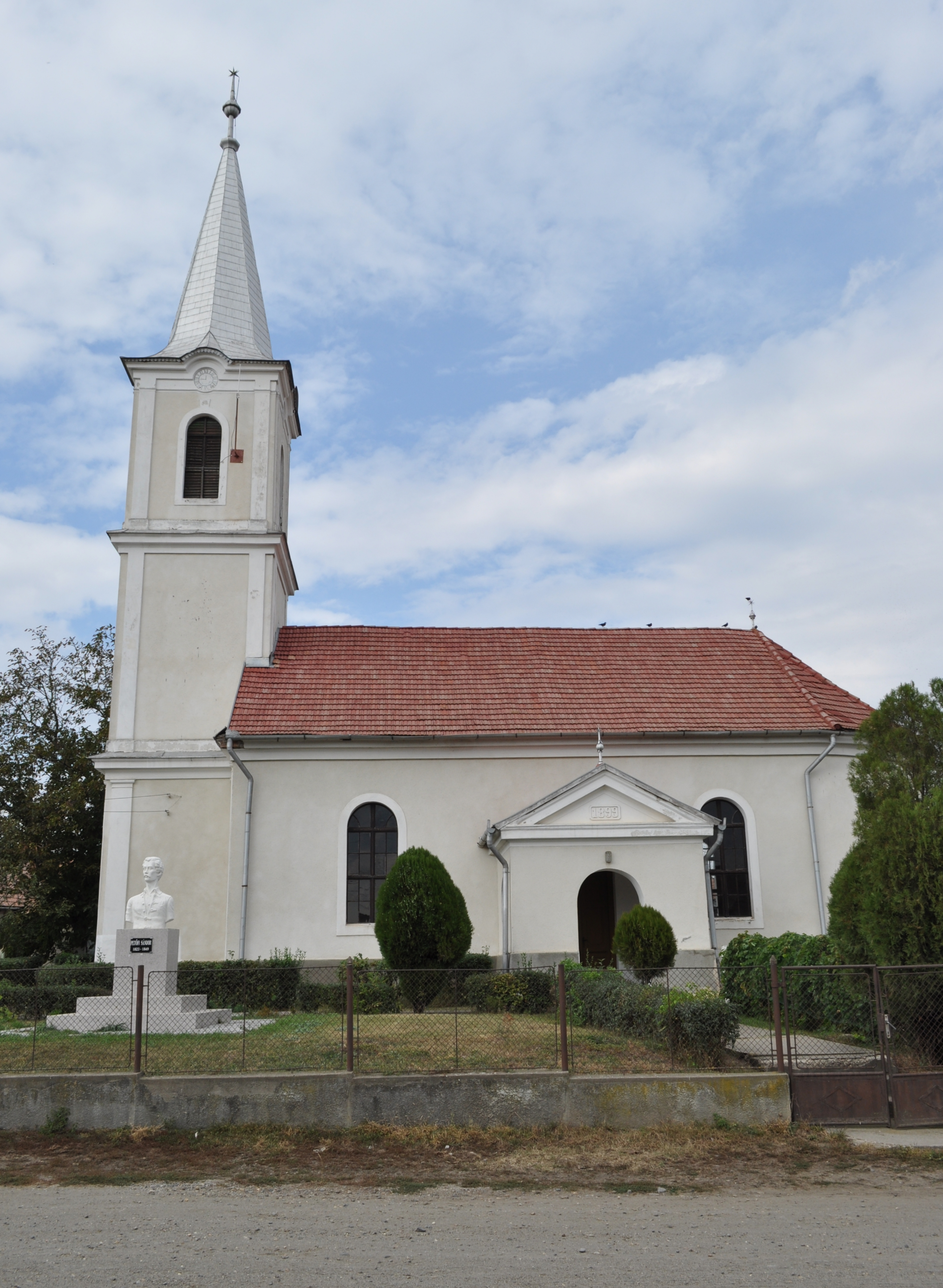
Biserica reformată
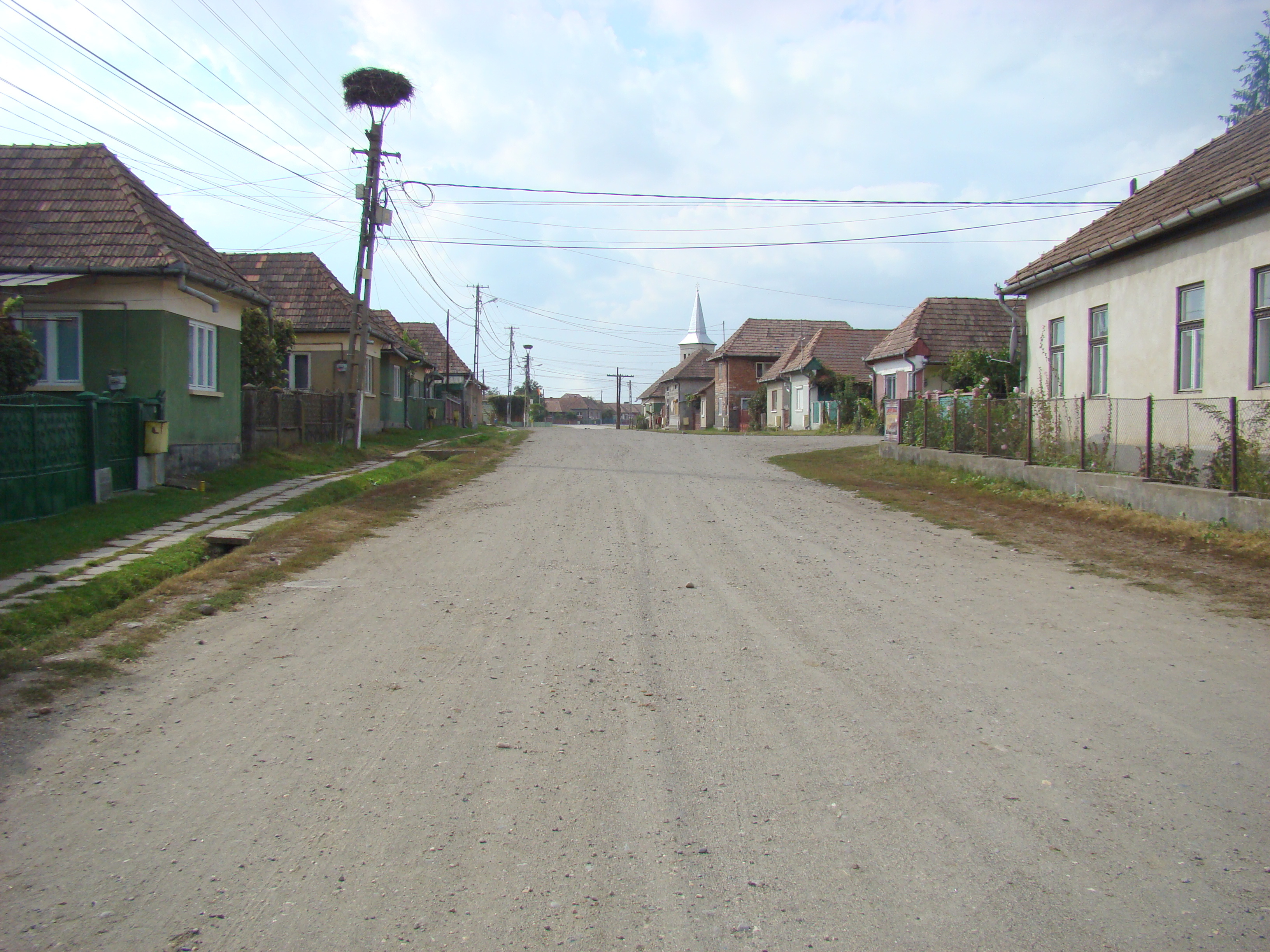
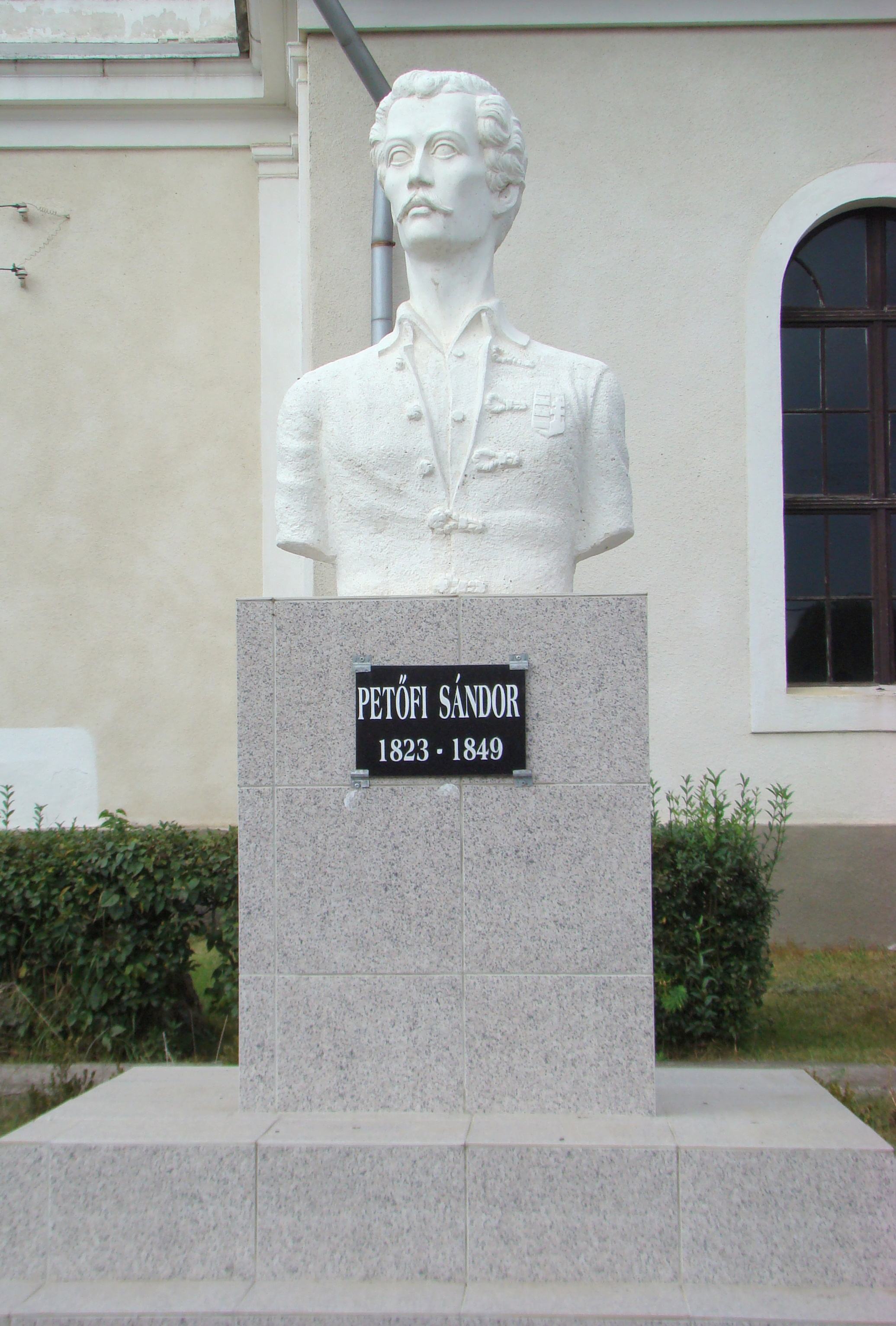
Bustul lui Sándor Petőfi
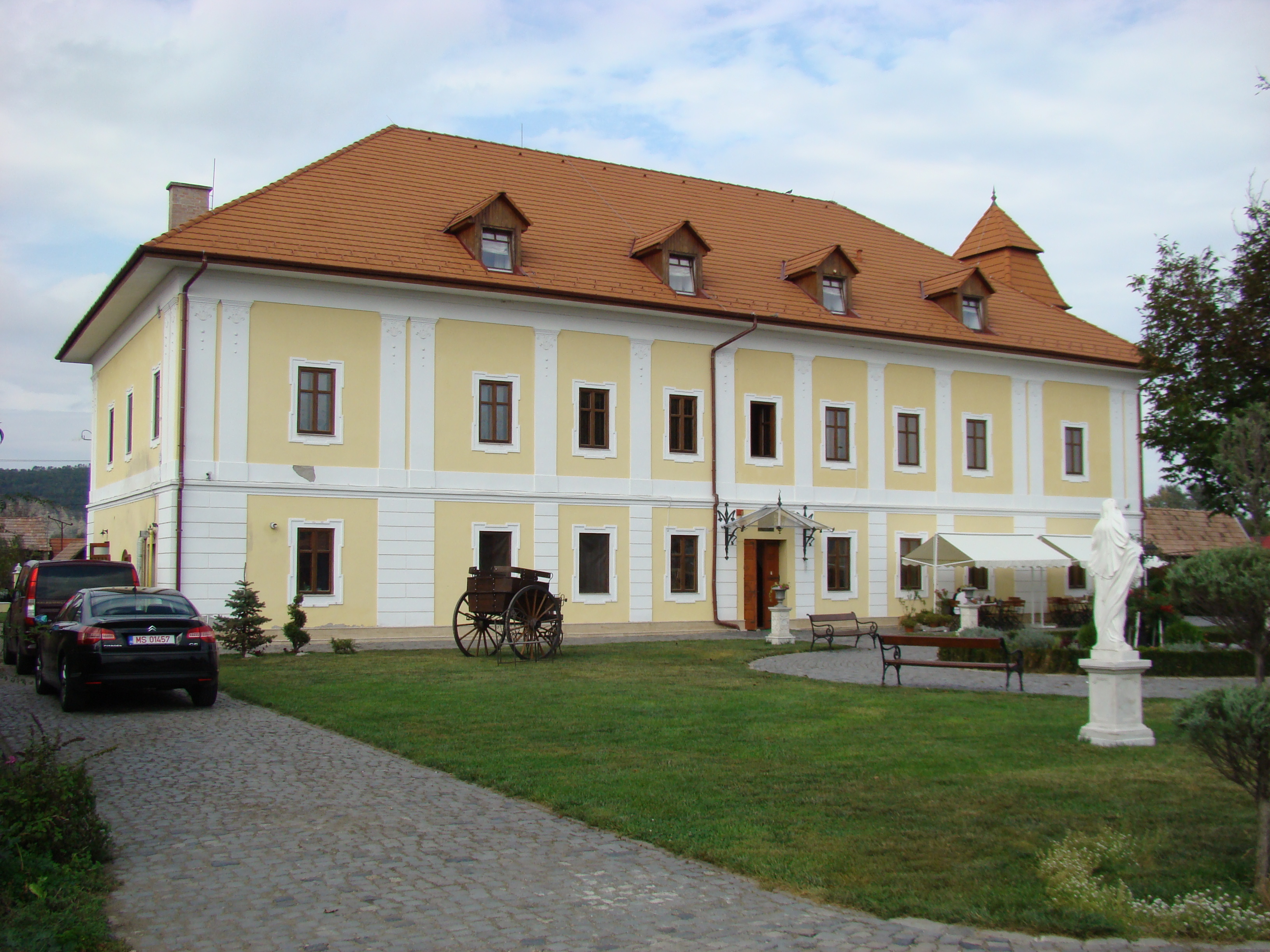
Castelul Haller
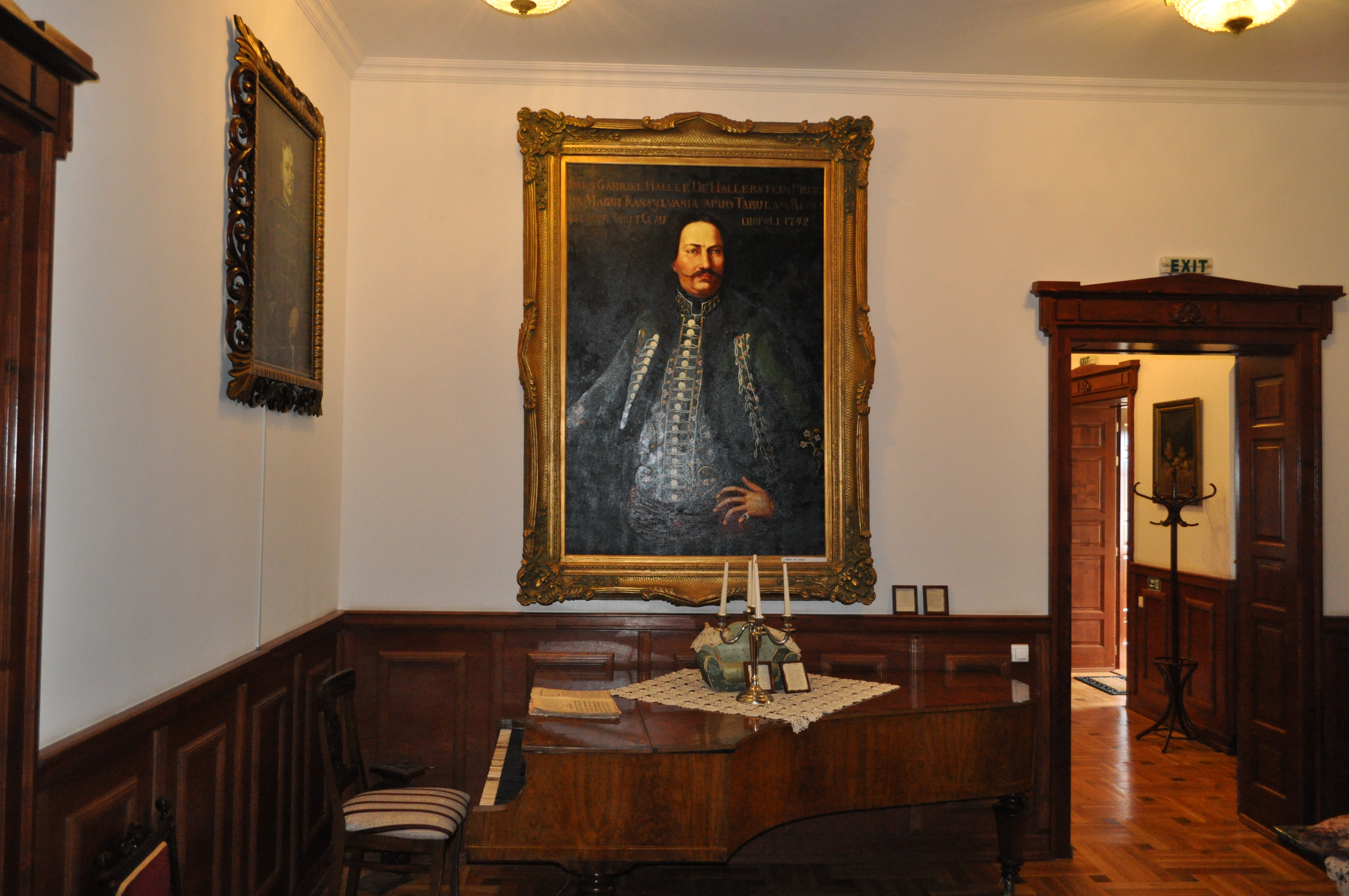
Castelul Haller
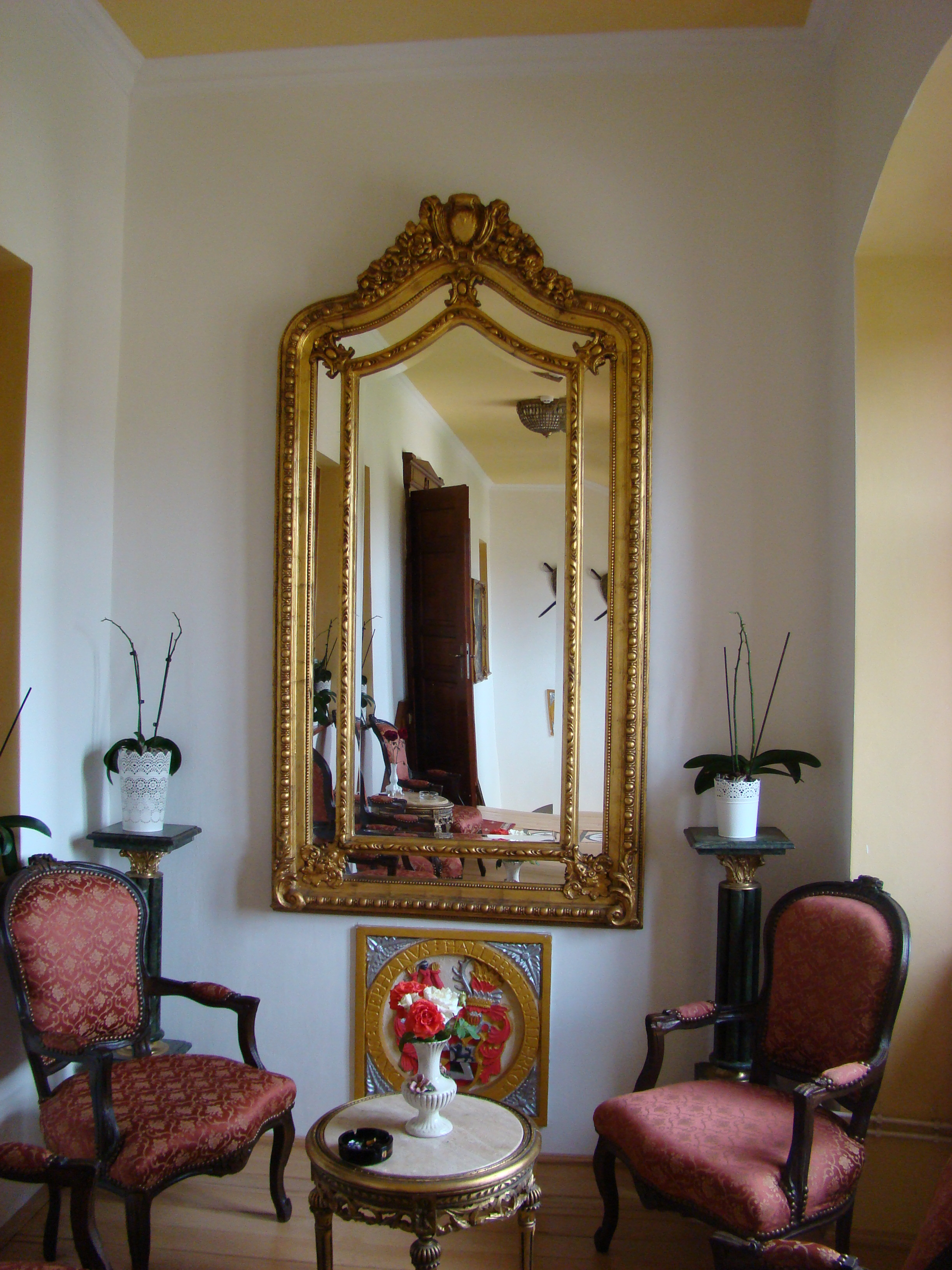
Castelul Haller
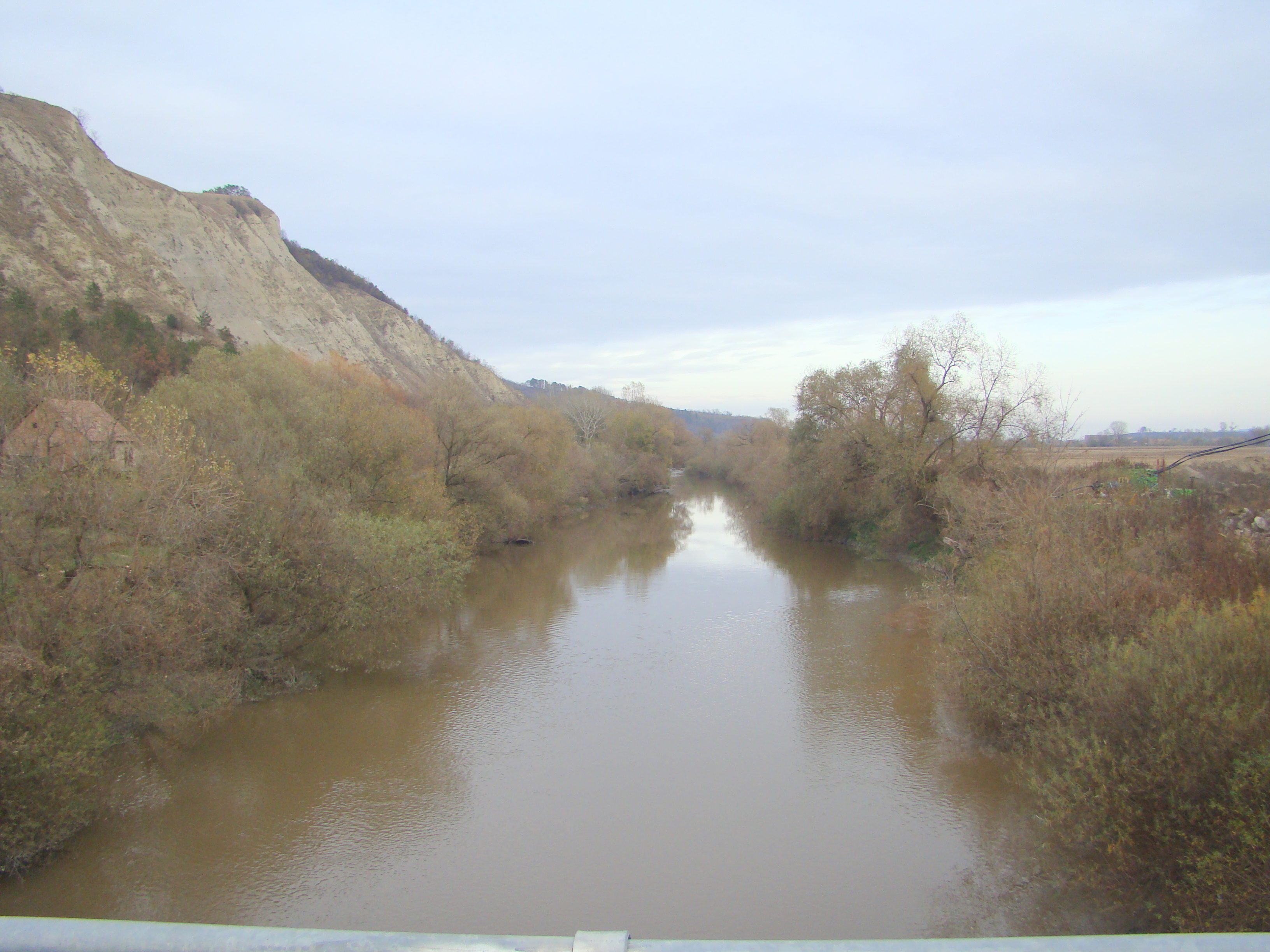
Râul Mureș la Ogra
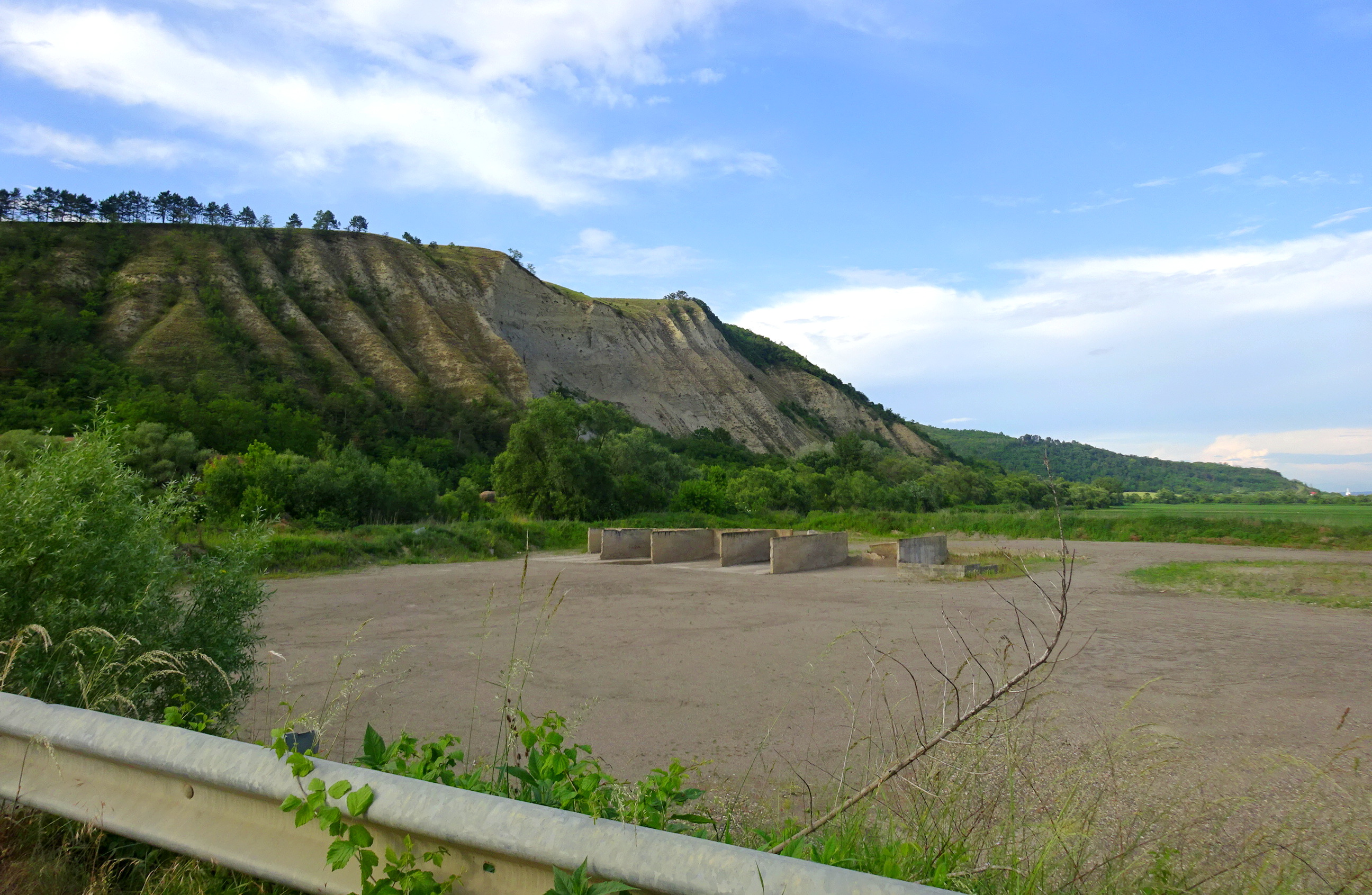
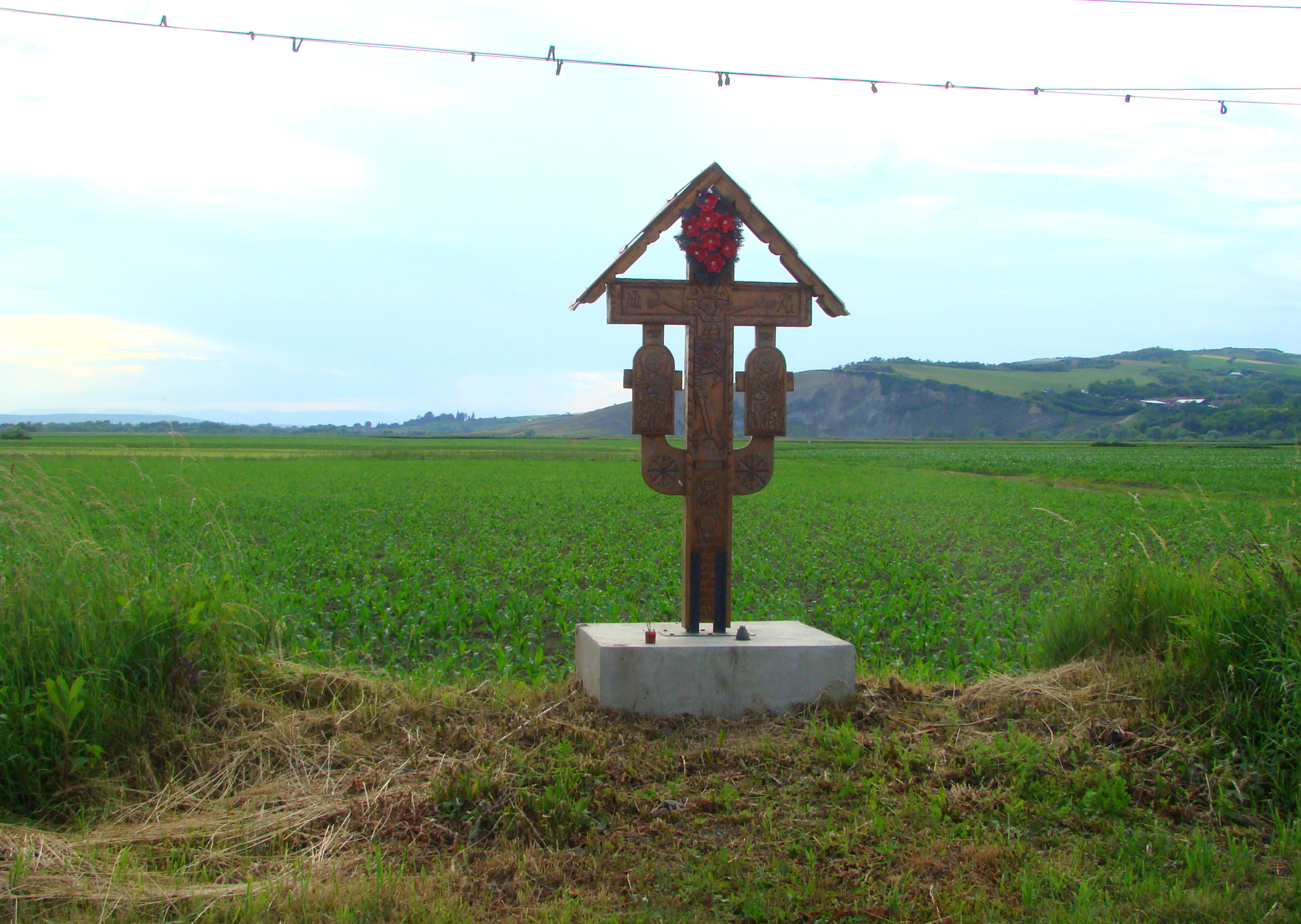
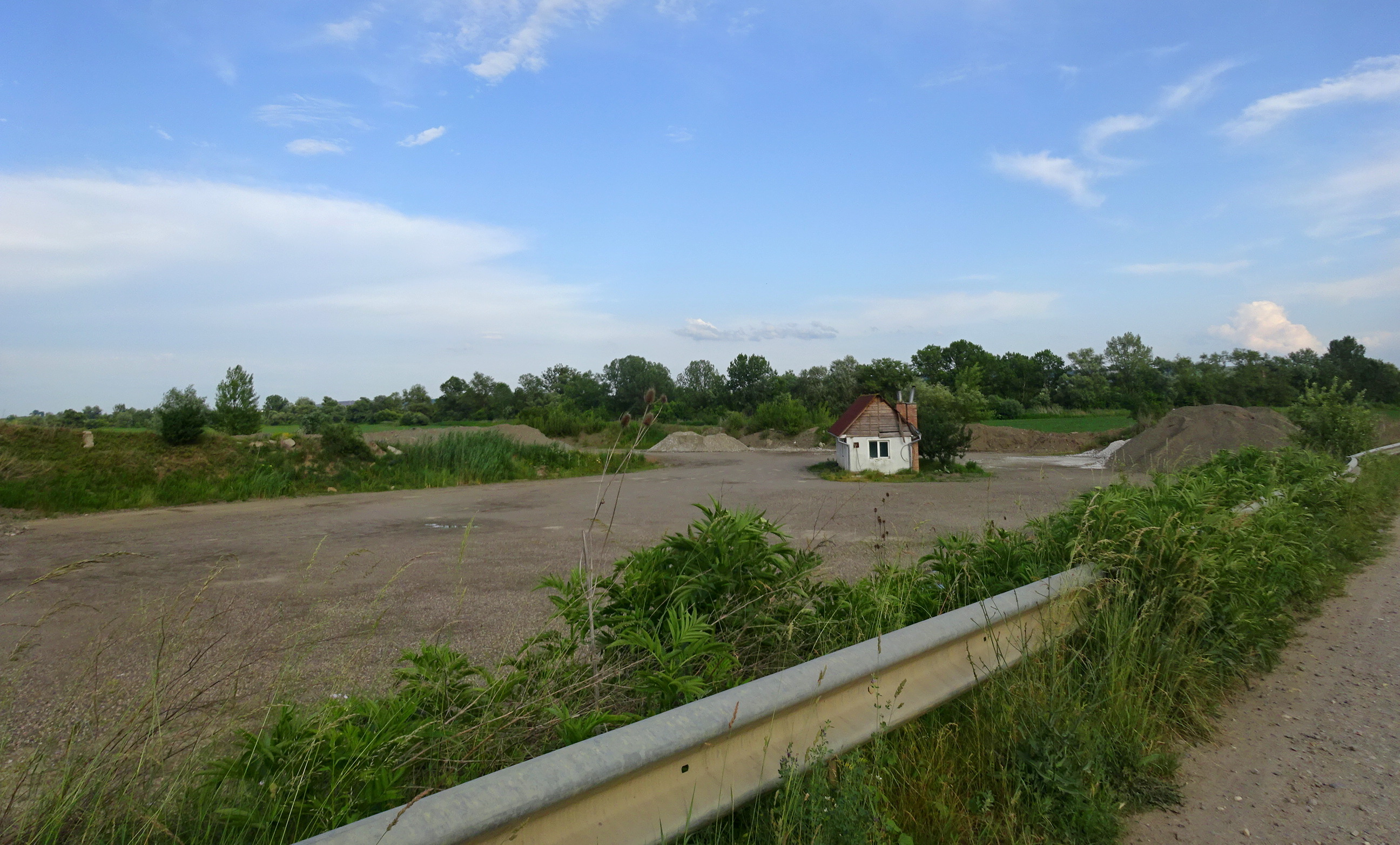